# توما گویار
توما گویار (فرانسوی: Thomas Goyard‎؛ زادهٔ ۱۵ ژانویهٔ ۱۹۹۲) قایقران قایق بادبانی اهل فرانسه است.
وی در مسابقات کشوری و بین‌المللی در مجموع برندهٔ ۱ مدال نقره، ۲ مدال برنز شده‌است.